# 행복한 아침 (SBS)
《김민지의 행복한 아침》은 김민지 아나운서의 진행으로 SBS 파워FM에서 방송되었던 라디오 프로그램이다. SBS 라디오 봄 개편으로 인해 2013년 4월 14일 끝으로 8년만에 폐지되었다.

## 방송되는 코너
- 사연과 신청곡
- A Song 4 U
- 비타민지
- 매달린 음악 (주말)

## 역대 진행자
- 김태욱 : 2005년 5월 2일 ~ 2007년 11월 4일
- 배성재 : 2007년 11월 5일 ~ 2011년 11월 20일
- 김민지 : 2011년 11월 21일 ~ 2013년 4월 14일

## 역대 방송시간
| 방송 날짜                          | 방송 시간           | 비고                                                                   |
| ---------------------------------- | ------------------- | ---------------------------------------------------------------------- |
| 2005년 5월 2일 ~ 2008년 8월        | 오전 5시 ~ 오전 6시 |                                                                        |
| 2008년 8월 ~ 2011년 8월 7일        | 오전 5시 ~ 오전 7시 | 유수연의 Oops! English(오전 6시 ~오전 7시)의 폐지로 1시간 확대 편성    |
| 2011년 8월 8일 ~ 2011년 8월 14일   | 오전 5시 ~ 오전 6시 | 여름방학 특집 《김영철의 펀펀 잉글리쉬》편성으로 1시간 축소            |
| 2011년 8월 15일 ~ 2011년 11월 20일 | 오전 5시 ~ 오전 7시 |                                                                        |
| 2011년 11월 21일 ~ 2013년 4월 14일 | 오전 5시 ~ 오전 6시 | 가을 개편으로 배성재 아나운서 하차→김민지 아나운서로 바꾸고 1시간 축소 |